# 坂本北インターチェンジ
坂本北インターチェンジ（さかもときたインターチェンジ）は、滋賀県大津市坂本にある湖西道路のインターチェンジで、下を走る西大津バイパスの終点でもある。
高島方面へのハーフインターチェンジである。
ここから下阪本ランプまでは高架の湖西道路とその側道となった西大津バイパスの重複区間となっている。

## 道路
- 湖西道路（国道161号） ※琵琶湖西縦貫道路の一部を成す。

## 接続道路
- 西大津バイパス（国道161号） ※琵琶湖西縦貫道路の一部を成す。

## 周辺
- 平和堂坂本店
- JR西日本湖西線 比叡山坂本駅
- 京阪石山坂本線 坂本比叡山口駅
- 日吉大社
- 比叡山鉄道 ケーブル坂本駅
- 第一雄琴トンネル

## 隣
湖西道路
仰木雄琴IC - 坂本北IC
西大津バイパス
坂本北IC - 下阪本ランプ